# Pielęgniczka Ramireza
Pielęgniczka Ramireza, pielęgniczka motylowa, motylek Ramireza, (Mikrogeophagus ramirezi) – endemiczny gatunek słodkowodnej ryby okoniokształtnej z rodziny pielęgnicowatych (Cichlidae). Bywa hodowany w akwariach domowych.

## Występowanie
Występuje na terenach pokrytych sawanną, zwanych llanos, w rzekach Wenezueli i Kolumbii. Swym zasięgiem obejmuje dorzecze rzeki Orinoko, szczególnie w małych strumieniach w dorzeczu rzek Apure, Meta i Vichada. Spotkać ją można w gęstej roślinności w strefie wody przydennej i środkowej w miejscach o spokojnym nurcie i mulistym lub piaszczystym podłożu. Woda w naturze 25–29 °C, miękka i kwaśna o pH ok. 5–5,5.

## Systematyka
Wiosną 1947 roku Amerykanin Herman Blass i wenezuelski hodowca Manuel Vicente Ramirez (na którego cześć później nazwano gatunek jego imieniem) odłowili w dorzeczu rzeki Apure kilkadziesiąt osobników ryb nowego dla nauki gatunku, które zostały przetransportowane na Florydę w USA, gdzie w Miami Herman Blass rozmnożył je w warunkach sztucznych . 
W roku 1948 gatunek został opisany przez George’a Myersa i Roberta Harry’ego jako Apistogramma ramirezi na cześć wenezuelskiego odkrywcy. Początkowo gatunek został zakwalifikowany do rodzaju Apistogramma. W tym samym roku gatunek trafił do Europy.
W roku 1957 niemiecki akwarysta Hans Frey użył w książce akwarystycznej błędnie zapisanej nazwy „Microgeophagus ramirezi” (przez c, zamiast k). Błąd ten powielił Herbert R. Axelrod w 1971 roku w swojej książce o rozmnażaniu ryb, co spowodowało upowszechnienie błędnej nazwy w literaturze akwarystycznej. Nazwa rodzajowa „Microgeophagus” nie jest poprawną nazwą w nomenklaturze zoologicznej i nie powinna być stosowana (tzw. nomen nudum).
W 1977 roku szwedzki ichtiolog Sven Kullander w wyniku badań systematycznych sklasyfikował ten gatunek w rodzaju Papiliochromis. W latach 80. XX wieku rozpoczęła się kolejna debata nad nazwą zakwestionowaną przez systematyków ryb. Gatunek został ostatecznie przypisany do rodzaju Mikrogeophagus, a nazwa rodzajowa Papiliochromis Kullander, 1977 została uznana za synonim Mikrogeophagus.

## Charakterystyka
Dzikie formy tej ryby mają kolor tułowia zielonkawobrązowy z łuskami fioletowoniebieskimi. Barwa tułowia jest zmienna. W zależności od stanu emocjonalnego pielęgniczka Ramireza może przybierać rozmaite ubarwienie. Jest ono uzależnione od rodzaju i natężenia światła i warunków w jakich przebywa. Kolor różowy, różowozłoty do ciemnej czerwieni, miejscami przechodzący w kolor purpury z błyszczącymi niebieskimi punkcikami.
Ciało bocznie spłaszczone o lekko jajowatym kształcie. Przez głowę i ciemnoczerwone oko przechodzi pionowa czarna pręga. W dolnej partii tułowia, w okolicy głowy barwa jest ciemnożółta, tył niebieskawy. Skrzela są błyszcząco turkusowe. Płetwy w kolorze czerwonawym z niebieskimi plamkami. Obwódki wszystkich płetw są ciemne. Płetwa grzbietowa ma 14 do 15 promieni twardych i 9 promieni miękkich. Z boku pod płetwą grzbietową występuje ciemna plama. Płetwa piersiowa bezbarwna z 11–12 promieniami miękkimi, płetwa odbytowa ma 3 promienie twarde i 8 promieni miękkich. Linia naboczna niewidoczna, liczba łusek wynosi od 26 do 29.
W hodowli akwarystycznej spotykane są formy o pigmentacji łusek w kolorze żółtym i pomarańczowym.

### Dymorfizm płciowy
Samiec większy i intensywniej ubarwiony. W naturze dorasta do 6–7 cm długości, w akwarium nieco mniej. Przednie promienie płetwy grzbietowej u samca są czarne. Trzeci i czwarty są silnie wydłużone. Płetwa grzbietowa i odbytowa ostrzej zakończone. Samiczka mniejsza, mniej intensywnie ubarwiona, w części brzusznej bardziej zaokrąglona, z błyszczącymi plamami czerwonego koloru.

## Warunki w akwarium
| Zalecane warunki w akwarium | Zalecane warunki w akwarium                                         |
| --------------------------- | ------------------------------------------------------------------- |
| Zbiornik                    | o długości 50 cm (przy jednej parze można użyć mniejszego akwarium) |
| Temperatura wody            | 24–27 °C                                                            |
| Twardość wody               | 8–10°n                                                              |
| Skala pH                    | 6,5–7                                                               |
| Pokarm                      | żywy, mrożony i suchy                                               |
| Uwagi                       | napowietrzanie i filtrowanie, wymaga okresowej wymiany części wody. |

### Wymagania hodowlane
Jest rybą bardzo wrażliwą na jakość wody, jej czystość i zanieczyszczenia chemiczne. Wskazany jest lekki ruch wody w dolnej części zbiornika imitujący ruch strumienia.
Pokojowo i towarzysko usposobiona ryba, która może być trzymana w akwarium wielogatunkowym razem z innymi spokojnymi rybami. Za swoje terytorium lubi obejmować miejsca złożone z korzeni lub kamiennych grot. Potrzebuje kryjówek wśród gęstej roślinności. W czasie godów i późniejszego tarła wytrwale broni tego rewiru. Dożywa do dwóch, rzadko trzech lat.

### Roślinność
Najchętniej przebywają wśród roślin o grubych liściach, w których mogą się ukryć w razie niebezpieczeństwa:
Należą do nich rośliny z rodzajów: Echinodorus, Cryptocoryne, Hygrophila, Microsorium (Microsorium pteropus), Ceratopteris, Nuphar, Nymphaea i Vallisneria.

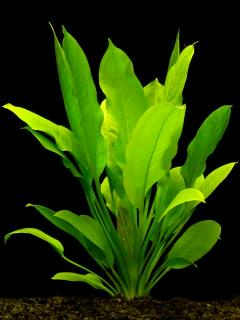
Żabienica Blehera
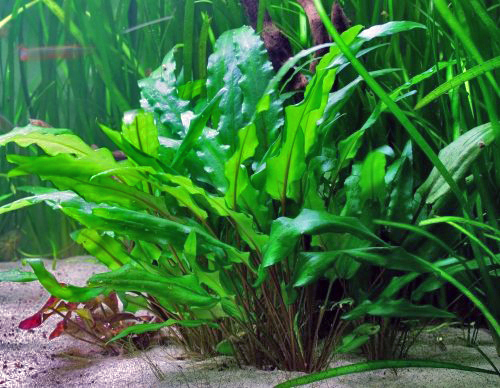
Zwartka Wendta
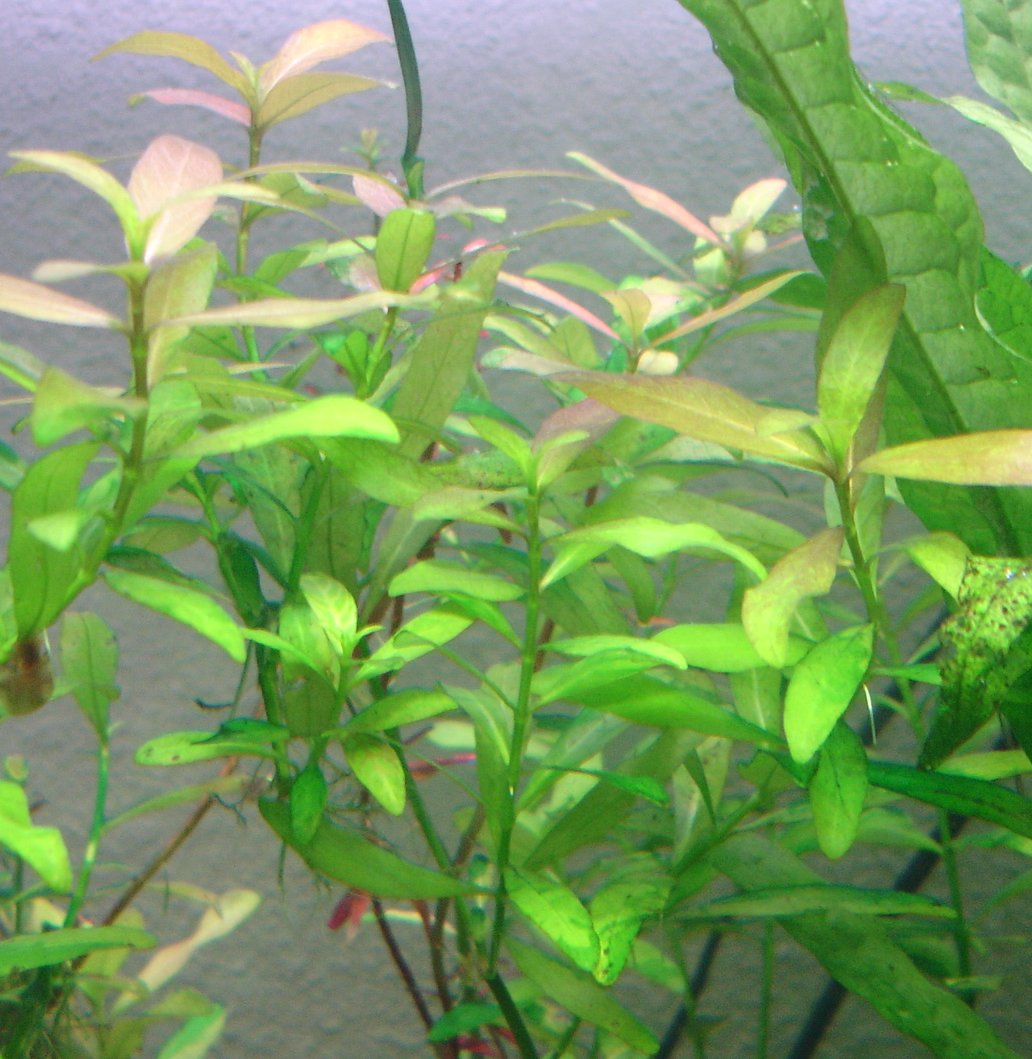
Nadwódka wielonasienna
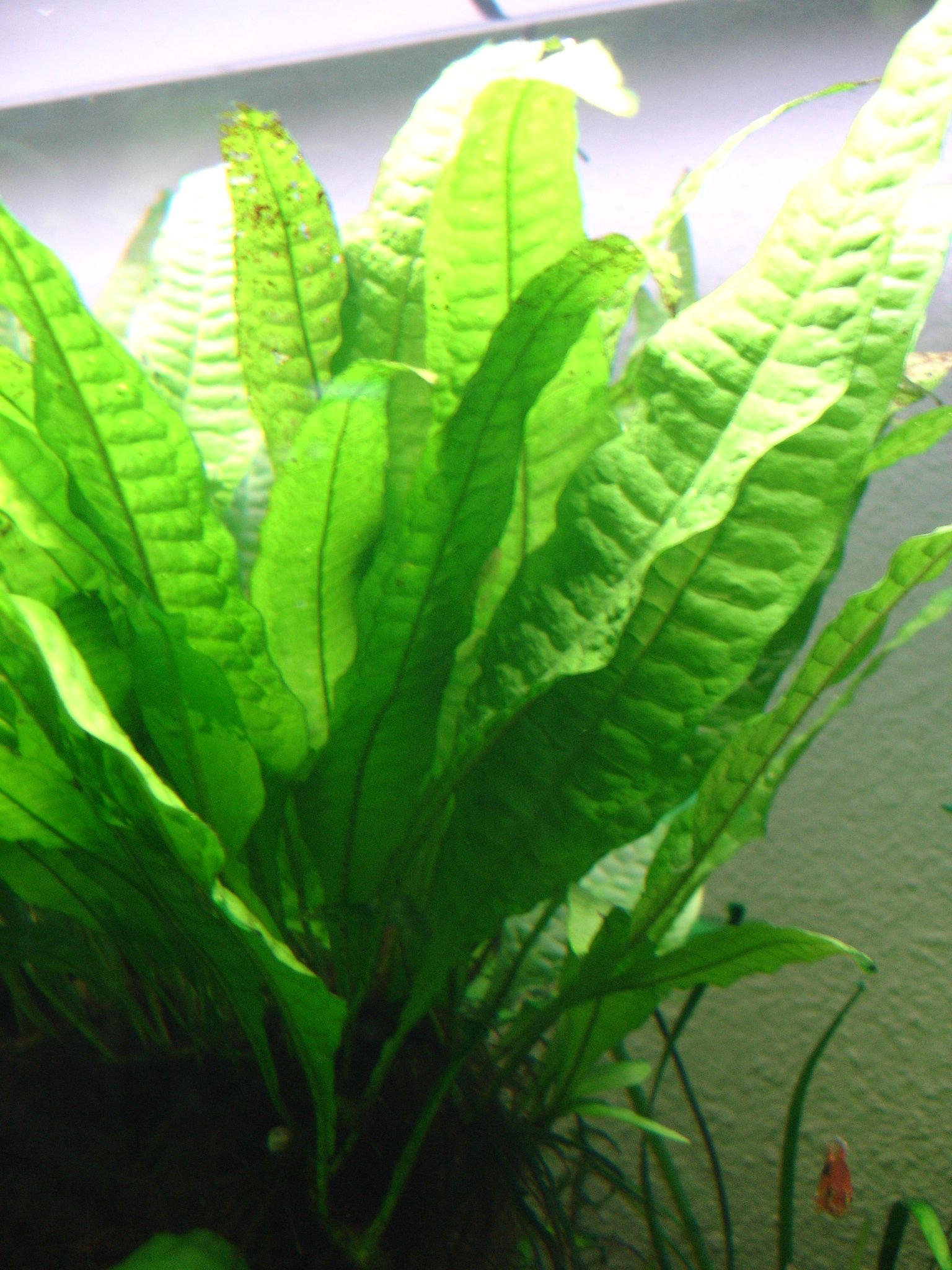
Mikrozorium oskrzydlone
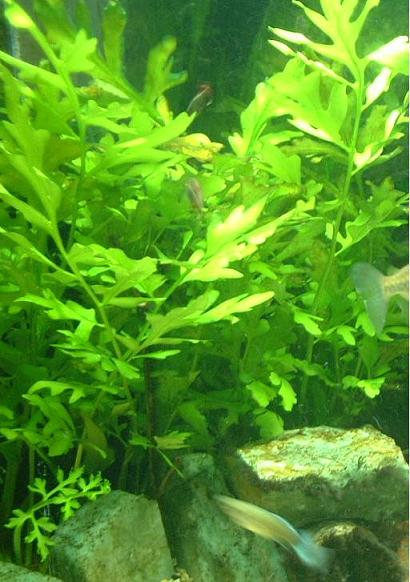
Ceratopteris cornuta
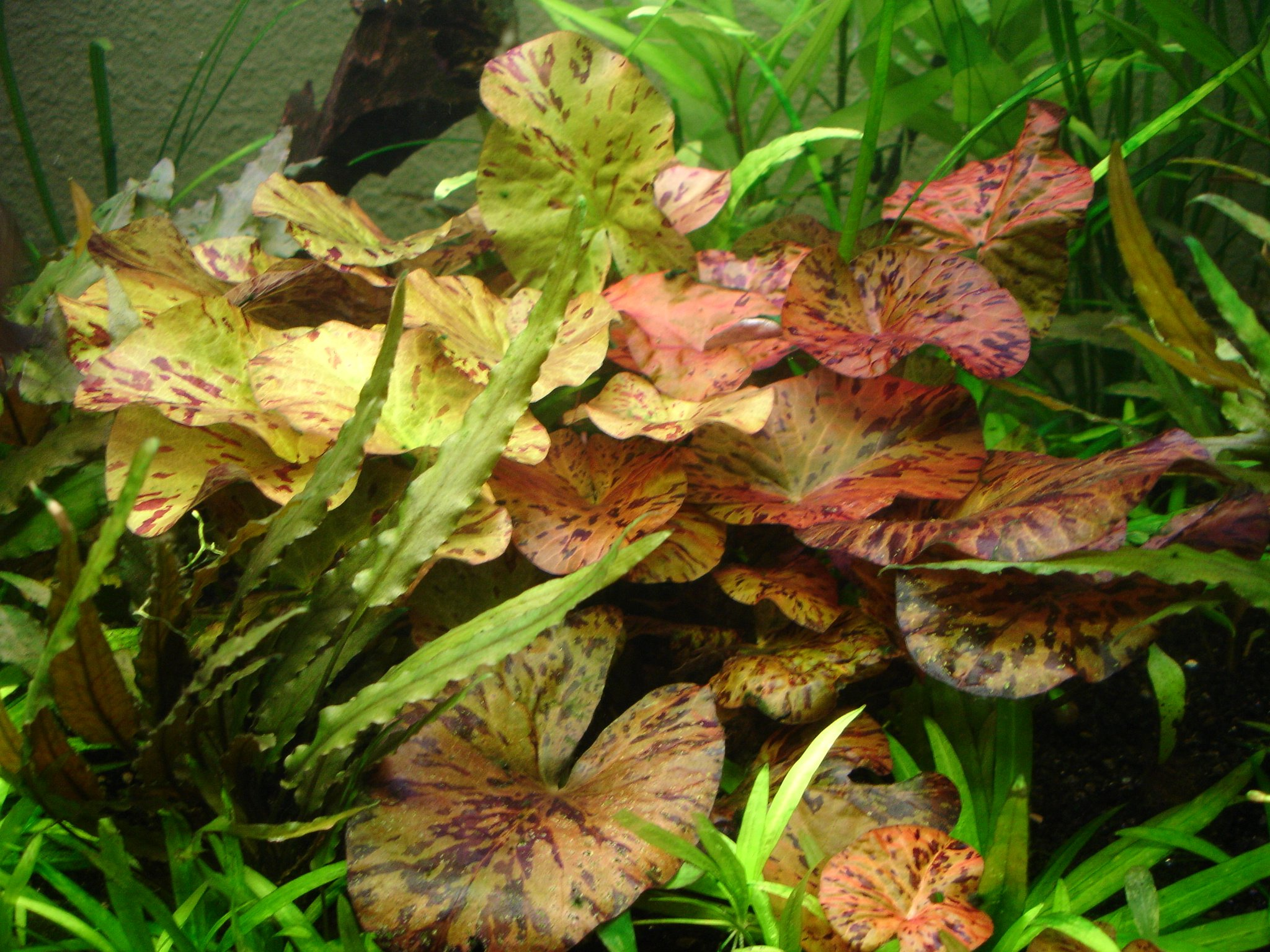
Lotos tygrysi

### Pokarm
Na menu ryby składa się głównie pokarm żywy, m.in.: widłonogi, doniczkowce, larwy komarów, dafnia (inaczej zwana rozwielitką), tubifeks (rurecznik). Rurecznik może być źródłem zarazków, podawanie go bez należytego odkażenia naraża ryby na infekcję. Z braku żywego pokarmu przyjmuje suchy pokarm.

### Rozmnażanie
Jako tarlaki najlepiej jest wykorzystać dorosłą parę. Młode i niedoświadczone ryby „nie przykładają się” do pielęgnacji, co skutkuje wówczas najczęściej zjadaniem ikry lub w późniejszym okresie larw przez samicę.

Woda do tarła powinna być odstała, tzw. „stara”, poziom wody niski, w granicach 100–200 mm. Temperaturę do tarła należy podnieść do 28–30 °C, dokarmiając w tym czasie pokarmem zawierającym białka i witaminy.
Na krótko przed tarłem pojawia się u obojga ryb w miejscu odbytu brodawka płciowa, która u samca jest zaostrzona, u samicy ma kształt tępy.
Rozmnażają się w miejscu widocznym, wolnym od roślin, na kamieniu lub dużym liściu. W pobliżu składania ikry szykowany jest w tym czasie również dodatkowy dołek w piaszczystym podłożu. Po złożeniu przez samicę żółtawoszarych jaj (w liczbie 200–400 sztuk) następuje zapłodnienie ich przez samca. Opiekę nad ikrą o wielkości ok. 1 mm przejmują oboje rodzice (w większości samica). Wachlują ikrę płetwami dla zapewnienia napływu świeżej wody bogatej w tlen.
Narybek wylęga się po 70–100 godzinach. W tym czasie rodzice pomagają młodym larwom oswobodzić się z osłon jajowych. Po tym zabiegu przenoszą poszczególne larwy do wcześniej przygotowanego dołka, gdzie przebywają następne kilka dni, aż do chwili zużycia zawartości pęcherzyka żółtkowego. Po zużyciu zapasów pokarmowych narybek zaczyna oddalać się w poszukiwaniu pokarmu. Od tego momentu należy młode rybki dokarmiać jak najdrobniejszym planktonem: larwy słonaczka (solowca), grindala (Enchytraeus buchholzi), widłonogi. Zbyt duży pokarm rodzice rozdrabniają w swoim pysku. Po 4–6 tygodniach narybek wybarwia się. 

Możliwa jest sztuczna inkubacja złożonej ikry, bez obecności tarlaków. 

### Choroby
Gatunek jest bardzo wrażliwy na zmianę wody. Jest podatny na choroby, m.in. łatwo zaraża się pierwotniakami (Protozoa), np. kulorzęskiem.